# Кризис села
Кризис села (также сельский кризис, аграрный кризис) — комплекс неблагоприятных экономико-демографических тенденций, наблюдающихся в сельской местности в различных регионах мира в разные периоды истории. 

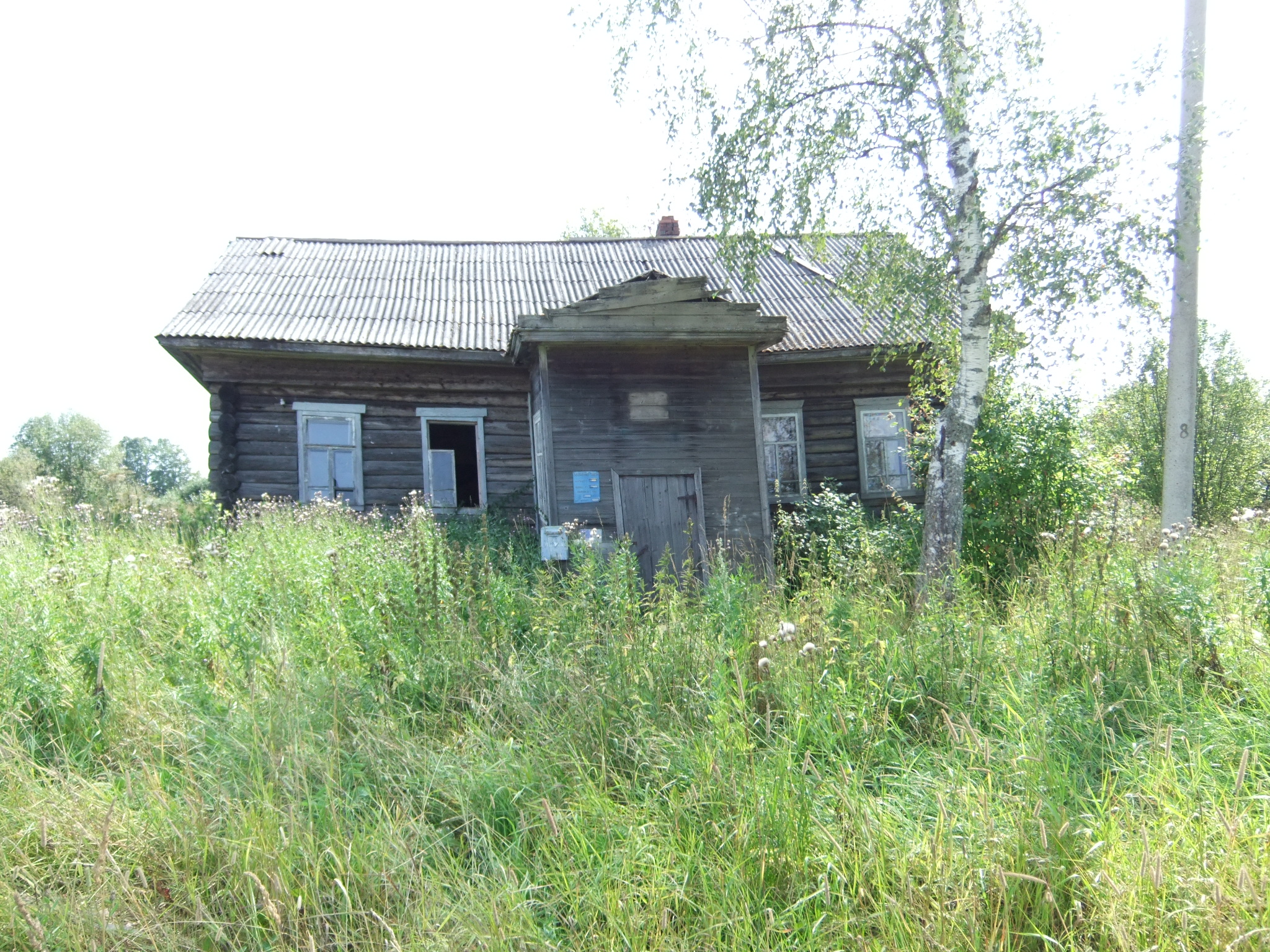
Здание закрытого почтового отделения и сберкассы в дер. Меньково, Пошехонский район, Ярославская область

Выражается в первую очередь в падении конкурентоспособности, а вслед за ней и рентабельности сельских производителей по сравнению с городским трудом. Из-за экономического дисбаланса начинается массовый исход сельской молодёжи в город, старение сельского населения и дальнейшей деградации аграрного комплекса при условии отсутствия компенсирующих исход факторов (высокая рождаемость, иммиграция из других стран, выплата государственных субсидий фермерам, инвестиции в сельскую инфраструктуру и прочее).

## История
Острый сельский кризис наблюдался в большинстве стран Европы в XVIII — первой половине XX вв. как следствие аграрного перенаселения, политики огораживаний и проч. В Восточной Германии второй половины XIX века он получил название ландфлюхт, хотя его негативные последствия были частично компенсированы привлечением польской рабочей силы и более высокой рождаемостью поляков. 
На территории современного Среднего Запада США сельский кризис наблюдался на всём протяжении XX века, в настоящее время он наиболее выражен в относительно бедных степных штатах (Небраска, Айова, Южная Дакота, Северная Дакота) Отток белого населения в города, однако, компенсируется привлечением более дешёвой мексиканской иммигрантской силы. 
В нечернозёмной зоне РСФСР сельский кризис выражался в интенсивном оттоке молодёжи из сёл в города в 1960-х — 1970-х годах. Этот процесс продолжается и в настоящее время.